# Элсворт, Оливер
Оливер Элсворт (англ. Oliver Ellsworth; 29 апреля 1745 — 26 ноября 1807) — американский юрист, политик, судья и дипломат, первый сенатор от штата Коннектикут в Конгрессе США.
Происходил из состоятельной семьи из Коннектикута. Сначала в 1762 году поступил учится в Йельском колледже, затем в конце второго года обучения перевелся в Колледж Нью-Джерси, который окончил в 1766 году. Преподавал в школе, потом стал адвокатом. Вскоре приобрёл славу одного из лучших адвокатов Коннектикута. Избирался делегатом Континентального конгресса и Филадельфийского конвента. На конвенте сыграл важную роль и был одним из авторов Великого компромисса. Как сенатор США был автором Закона о судоустройстве 1789 года.
В 1796 году назначен председателем Верховного суда США. Впоследствии Элсворт оставил этот пост и в 1800 году начал работать дипломатом во Франции. В конце жизни служил в Совете губернатора Коннектикута до своей смерти в 1807 году.

## Ссылка
- Элсворт, Оливер в Биографическом справочнике Конгресса США (англ.)